# 평양2418
조선민주주의인민공화국의 여섯번째 스마트폰 종류인 평양 2418 스마트폰으로 특히 성능으로 따지자면 거의 삼성전자의 삼성 갤럭시 S III 수준까지 견줄 수 있는 수준의 스마트폰이다.

## 모델
기본 모델인 평양 2418이 있음을 알수가 있고 가장 고가에 거래되고 있는 스마트폰임을 알수가 있다는 것이고 가장 서비스가 그나마 나은 정보를 주고 있음을 알수가 있다는 것이다.

## 안드로이드 운영체제

### 안드로이드 5.1 롤리팝
안드로이드 OS 안드로이드 5.1 롤리팝을 탑재하여서 출시를 하였음을 알수가 있고 가장 최신은 아니지만 그나마 최신형으로써 출시하였음을 알수가 있다는 것이다.

## 자료 봉사 2.0 앱스토어
조선민주주의인민공화국은 나의 길동무 서비스 이전에 자료 봉사 2.0이라는 서비스를 추진을 하였으며 이때 평양 2419 스마트폰과 평양 2418 스마트폰에 서비스가 시작이 되었음을 알수가 있었다.
역시 마찬가지로 자료 봉사 2.0 앱스토어 서비스는 나의 길동무와 같이 온라인 게임과 특히 전문 도서 및 외국 도서의 취급 및 동구권 영화 및 조선민주주의인민공화국 영화를 취급하고 특히 프로그램 다운로드도 가능하고 있음을 알수가 있다.
현재 자료 봉사 2.0 앱스토어는 전성 카드로 서비스가 가능하다는 것을 알수가 있다는 것을 알수가 있다.

## 평양 2418 데이터 서비스
고려링크에서 전문적으로 판매하거나 혹은 강성네트망으로 특히 평양 2418 스마트폰 등 많은 스마트폰에 데이터 서비스를 하여 특히 광명망으로 조선중앙통신사나 혹은 로동신문 등 신문을 보거나 혹은 류경 오락장 사이트에서 온라인 게임을 하거나 만방 동영상 서비스를 이용할 수 있음을 알수가 있다.
그리고 현재는 평양 2418은 회피앱을 가지고 조선민주주의인민공화국의 금지 도서나 혹은 금지 동영상을 볼 수 있도록 조치를 해놓을 수 있도록 하였다는 말이 있을 정도로 자주 거래가 되고 있음을 알수가 있고 특히 조선민주주의인민공화국의 앱이나 혹은 동영상과 함께 회피앱으로 블루투스를 통하여 공유가 되고 있음을 알수가 있다는 것이다.
특히 만수대 TV에서 직접 운영하는 사이트인 목란비디오에서 미국 애니메이션과 특히 쿠바, 동구권 영화 및 인도 영화를 동영상 파일을 통하여 스마트폰으로 데이터 서비스로 다운로드 받아서 시청할 수 있도록 조정을 하고 있음을 알수가 있어서 서비스가 많이 개방이 되어 있음을 알수가 있다.